# The Beatles Stereo Box Set
The Beatles Stereo Box Set ist eine Boxset-Zusammenstellung sämtlicher britischer Studioalben der Musikgruppe Beatles. Die Box enthält die zwölf Alben, die zwischen 1963 und 1970 veröffentlicht wurden, sowie Magical Mystery Tour und die beiden Past-Masters-Alben Vol. One und Vol. Two, auf denen sich jene Lieder finden, die nicht auf den regulären Alben enthalten sind. Alle Aufnahmen wurden remastert und in dieser Box am 9. September 2009 veröffentlicht, wobei die Zahlenmystik „09.09.09“ als Veröffentlichungsdatum genutzt wurde. Gleichzeitig erschien die Zusammenstellung The Beatles in Mono, die die Monoversionen der ersten neun britischen Studioalben, sowie von Magical Mystery Tour und Past Masters enthält.

## Entstehung
Mit der erstmaligen legalen Veröffentlichung der Beatles-Alben im CD-Format zwischen dem 26. Februar und dem 20. Oktober 1987 entschied sich EMI, dass grundsätzlich weltweit nur noch die zwölf britischen Studioalben hergestellt werden, zusätzlich wurde das US-amerikanische Kompilationsalbum Magical Mystery Tour dem Kernkatalog der Beatles hinzugefügt. Wie schon bei der ersten Veröffentlichung der Beatles-Alben auf CD im Jahr 1987 wurde auf jene Alben-Versionen zurückgegriffen, die in Großbritannien erschienen waren. Die zum Teil erheblich abweichenden US-amerikanischen Versionen blieben unberücksichtigt. Einzige Ausnahme bildet das Album Magical Mystery Tour, für die die US-amerikanische Variante genutzt wurde. Bis zu der Veröffentlichung der Box The Capitol Albums Vol. 1 im Jahr 2004 wurden keine weiteren US-amerikanischen Alben legal auf CD veröffentlicht.
Mit der 2009er Veröffentlichung der Box sind die Alben erstmals alle in Stereo auf CD erhältlich. Bislang waren die ersten vier Alben der Beatles auf CD ausschließlich in Mono veröffentlicht worden. Für die Alben Help! und Rubber Soul wurden Abmischungen verwendet, die 1986 von George Martin gefertigt und 1987 veröffentlicht wurden, als die Alben der Beatles erstmals im CD-Format erschienen. Die ursprünglichen Abmischungen der beiden Alben aus dem Jahr 1965 erschienen stattdessen zusätzlich in der Box The Beatles in Mono.
Das Remastering der Alben fand in den Abbey Road Studios durch Paul Hicks (Toningenieur für die Mono-Alben), Guy Massey (Toningenieur), Sam Okell (Toningenieur für die Stereo-Alben With The Beatles und Let It Be), Steve Rooke (Mastering-Ingenieur), Sean Magee (Mastering-Ingenieur für die Mono-Alben) und Simon Gibson (Audiorestauration) statt. Das gesamte Projekt wurde durch den EMI-Chef-Tontechniker Allan Rouse koordiniert.
Der gesamte Remastering-Prozess wurde ab dem Jahr 2005 chronologisch betrieben. Neben der Reinigung der analogen Masterbänder wurde die Lautstärke angehoben, dabei wurde darauf geachtet, dass die ursprüngliche Dynamik der Aufnahmen beibehalten wurde, so wurden auch unerwünschtes Rauschen und Nebengeräusche bei nur rund fünf Minuten aller Studioaufnahmen minimiert. Bei der Übertragung der analogen Masterbänder wurde die Software Pro Tools unter Verwendung von einer 24 - Bit 192 kHz- Auflösung eingesetzt. Nach der Übertragung erfolgten die Audiorestauration von fehlerbehafteten Bändern und die abschließende Überprüfung durch Allan Rouse und Mike Heatley.
Die Box beinhaltet 227 Lieder, davon ist Yellow Submarine und All You Need Is Love doppelt, da das erste Lied sich auf dem Album Revolver und Yellow Submarine und All You Need Is Love auf dem Album Magical Mystery Tour und ebenfalls auf Yellow Submarine befindet.
Zusätzlich ist in der Box eine DVD enthalten, auf der sich zu jedem Album eine kurze Dokumentation, bestehend aus Videoausschnitten sowie modifizierten Bildern zu den Studiosessions; untermalt durch angespielte Musiktitel, Outtakes oder Studiogespräche des jeweiligen Albums, befindet. Die gesprochenen Kommentare stammen von Paul McCartney, John Lennon, George Harrison, Ringo Starr und George Martin. Die einzelnen CD-Alben enthalten jeweils eine entsprechende Dokumentation im QuickTime-Format. Die Dokumentationen wurden von Bob Smeaton und Julian Caiden zusammengestellt.
Die einzelnen aufklappbaren CD-Pappcover wurden von Drew Lorimer neu gestaltet. Weiterhin beinhaltet jede CD ein Begleitheft, das neben Fotos von den Beatles, den originären Covertext z. B. von Tony Barrow oder Derek Taylor, Informationen zum Album von Kevin Howlett und Mike Heatley sowie Informationen zu den Aufnahmen von Allan Rouse und Kevin Howlett enthält. Die CDs wurden mit den Labeln der jeweiligen britischen LP-Erstpressungen bedruckt, die CD Magical Mystery Tour hatte ein Label von Capitol Records.
Im April 2010 wurde die Box in den USA mit Multi-Platin für drei Millionen verkaufte Einheiten (dabei zählt jede in der Box enthaltene CD einzeln) ausgezeichnet.

## Covergestaltung
Die CDs/DVD befinden sich in einer schwarzen länglichen Hartpappbox auf deren Vorderseite in weißer Schrift „The Beatles“ und der grüne Apfel des Apple-Logos abgedruckt ist, auf beiden Längsseiten steht ebenfalls in weißer Schrift „The Beatles“. Die Box hat einen magnetischen Verschluss, zusätzlich wird sie von einer Papphülle umschlossen, die die gleichen Aufdrucke hat wie die Pappbox, auf der Rückseite werden zusätzlich die Cover der enthaltenen Beatles-Alben abgedruckt.

## Fehlende Stereo-Abmischungen
Für eine Reihe von Liedern der Beatles sind nie Stereo-Abmischungen erfolgt. Dies begründet sich zum einen darin, dass die ursprünglichen Mehrspurbänder vernichtet wurden, nachdem sie in Mono abgemischt waren, zum anderen existieren zwei Lieder, die trotz vorhandener Mehrspurbänder bis dato nicht in Stereo abgemischt wurden. In die erste Kategorie fallen die Titel Love Me Do, P.S. I Love You, I’ll Get You und She Loves You. In die zweite Kategorie fallen die beiden Lieder Only a Northern Song (es war nur im Film Yellow Submarine in Stereo) und You Know My Name (Look Up the Number).

## Weitere Veröffentlichungsformen

### Apple-USB-Speicherstick
Am 7. Dezember 2009 erschien ein 16-GB-USB-Speicherstick mit allen 14 Alben und dem Inhalt der DVD aus dem Stereo Box Set. Der auf 30.000 Einheiten limitierte USB-Stick enthält die Musik in zwei Formaten: zum einen als FLAC (44,1 kHz, 24 bit) – eine bessere Qualität als auf den CDs –, zum anderen als MP3. Angelehnt an das Apfel-Logo von Apple Records befindet sich der Speicherstick in einem grünen Metallapfel.

### Download-Version
Am 17. November 2010 wurde von iTunes The Beatles Box Set als Download angeboten, diese „digitale Box“ enthält die neu remasterten Stereoversionen der zwölf britischen Studioalben, sowie von Magical Mystery Tour und Past Masters. Zum Inhalt gehören außerdem die The Mini Documentaries und das Video Live at the Washington Coliseum, 1964 als Download. Der Video Live at the Washington Coliseum, 1964 wurde am 11. Februar 1964 aufgenommen und zeigt das erste Konzert der Beatles in den USA. Am 22. Mai 2019 wurde der Konzertfilm separat über iTunes veröffentlicht.

### Vinyl-Version
Am 9. November 2012 wurde The Beatles Remastered Vinyl Box Set veröffentlicht, diese enthält die remasterten Stereo-Vinyl-Langspielplatten und ist mit dem Inhalt der The Beatles Stereo Box Set identisch.
Die 12″-Vinyl-Langspielplatten wiegen jeweils 180 Gramm. Die weltweit auf 50.000 Einheiten limitierte Box enthält zusätzlich ein 252-seitiges Hardcover-Buch.

## Inhalt
Der Inhalt der Box ist identisch mit der Zusammenstellung des The Beatles Box Set aus dem Jahr 1988:
- Please Please Me
- With The Beatles
- A Hard Day’s Night
- Beatles for Sale
- Help!
- Rubber Soul
- Revolver
- Sgt. Pepper’s Lonely Hearts Club Band
- Magical Mystery Tour
- The Beatles
- Yellow Submarine
- Abbey Road
- Let It Be
- Past Masters

## Promotionveröffentlichung
Parallel erschien ebenfalls am 9. September 2009 eine Promo-Doppel-CD mit dem Titel 09.09.09 Sampler, die eine Auswahl von 32 Titeln enthält und für Werbezwecke gepresst wurde.
| CD 1 1. I Saw Her Standing There 2. I Wanna Be Your Man 3. This Boy 4. Things We Said Today 5. Eight Days A Week 6. You’ve Got To Hide Your Love Away 7. If I Needed Someone 8. Rain 9. Here, There And Everywhere 10. Being For The Benefit Of Mr Kite 11. The Fool On The Hill 12. Glass Onion 13. Mother Nature’s Son 14. Hey Bulldog 15. Something 16. Two Of Us | CD 2 1. Please Please Me 2. All My Loving 3. If I Fell 4. Honey Don’t 5. I’m Down 6. I Need You 7. Day Tripper 8. Drive My Car 9. And Your Bird Sing 10. She’s Leaving Home 11. I Am The Walrus 12. Back In The U.S.S.R. 13. Long, Long, Long 14. All Together Now 15. Come Together 16. I’ve Got A Feeling |

## Kommerzieller Erfolg

### Chartplatzierungen
| ChartsChartplatzierungen       | Höchstplatzierung | Wochen |
| ------------------------------ | ----------------- | ------ |
| Deutschland (GfK)              | 3 (50 Wo.)        | 50     |
| Österreich (Ö3)                | 58 (2 Wo.)        | 2      |
| Schweiz (IFPI)                 | 52 (8 Wo.)        | 8      |
| Vereinigte Staaten (Billboard) | 15 (18 Wo.)       | 18     |
| Vereinigtes Königreich (OCC)   | 24 (1 Wo.)        | 1      |

| ChartsJahrescharts (2009) | Platzierung |
| ------------------------- | ----------- |
| Deutschland (GfK)         | 79          |

### Auszeichnungen für Musikverkäufe
| Land/Region               | Auszeichnungen für Musikverkäufe (Land/Region, Auszeichnung, Verkäufe) | Verkäufe  |
| ------------------------- | ---------------------------------------------------------------------- | --------- |
| Japan (RIAJ)              | Gold                                                                   | 100.000   |
| Kanada (MC)               | Diamant                                                                | 800.000   |
| Vereinigte Staaten (RIAA) | 3× Platin                                                              | 215.000   |
| Insgesamt                 | 1× Gold · 3× Platin · 1× Diamant ·                                     | 1.115.000 |

Hauptartikel: The Beatles/Auszeichnungen für Musikverkäufe